# Земледелие майя
Земледе́лие ма́йя — это отрасль экономики и один из основных родов деятельности народа цивилизации майя по выращиванию сельскохозяйственных культур. Способы возделывания земли и используемые технические средства и по своему уровню и качеству уступали тем же способам и средствам европейцев. Тем не менее, благодаря высокой доле вовлечённого в процесс населения, наличию помимо полей дворовых участков, совокупный объём производимой сельскохозяйственной продукции удовлетворял потребностям всех слоёв общества майя. Культура земледелия древних майя была тесно связана с мифологией, поэтому во многом была определена жреческим культом.

## Характер земледелия

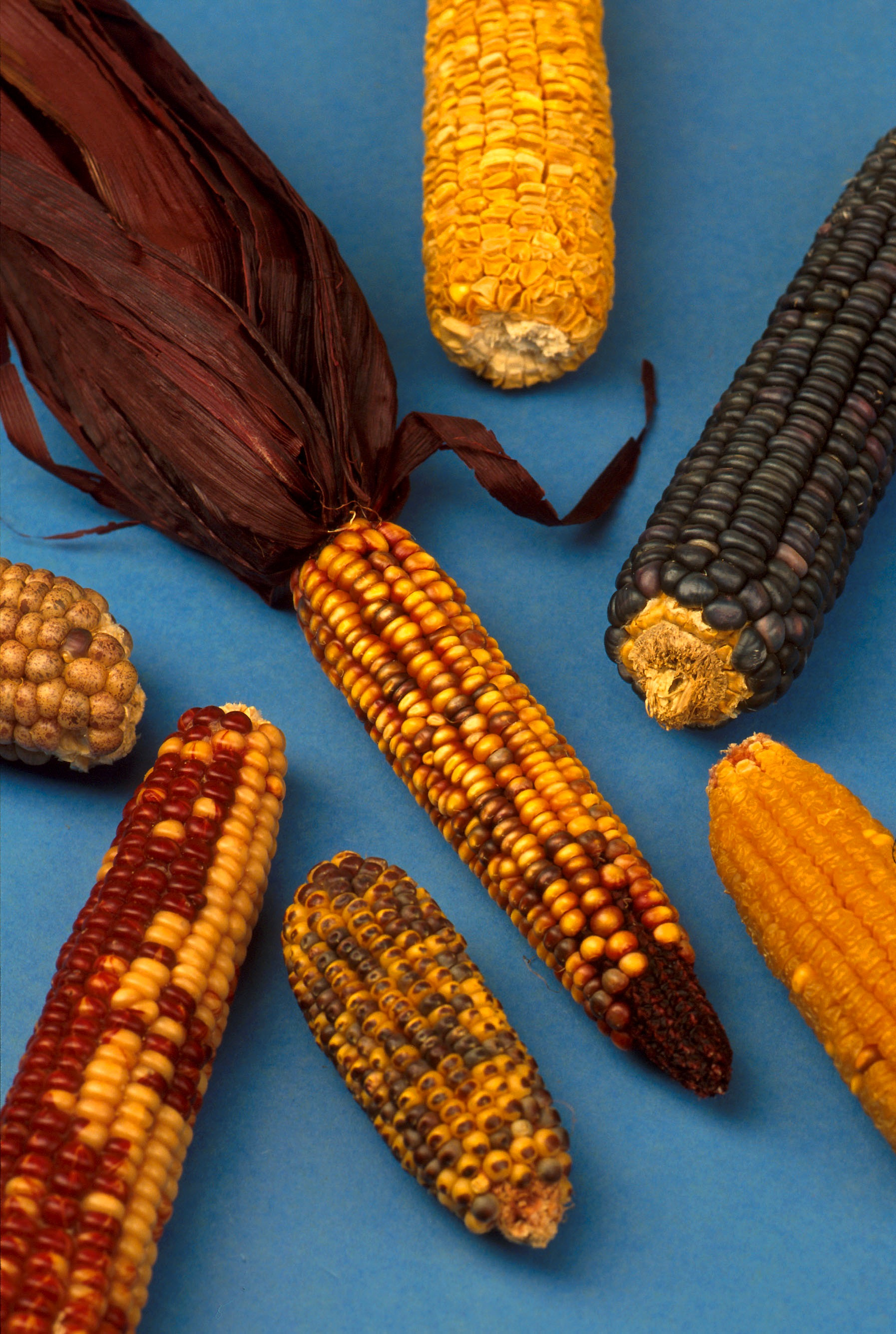
Маис

По своему характеру земледелие майя было подсечно-огневым (мильповым). В сухой период (осень — весна) деревья вырубали каменными топорами или с них обдирали кору, после чего они быстро высыхали. В середине весны происходило выжигание, длившееся до начала сезона дождей, намечающегося жрецами. Начало сельскохозяйственных работ намечалось в конце весны — начале лета.
Майя осторожно относились к урожаю, чтобы не допустить голода в городах. Поэтому для минимизации рисков они выбирали сразу несколько мест, где будет происходить взращивание. Так, неурожай на одной земле компенсировался урожаем с другой. Наличие крупных рек вблизи сельскохозяйственных угодий (Усумасинты, Мотагуа, Улуа) обеспечивало поддержание плодородности почвы на долгое время. Если одна территория используется слишком долго, то ей находят временную замену. После трёх или четырёх урожаев с другого участка крестьяне возвращаются на старую землю. Таким образом происходит расширение территорий, пригодных для земледелия, а также расширение границ государства в древний период майя.

## Сельскохозяйственные культуры
Основной сельскохозяйственной культурой почти всех народов доколумбовой Америки, включая майя, была кукуруза. Её сеяли на полях особым способом вместе с фасолью, делая палкой в земле отверстия на небольшом расстоянии и засыпая туда семена. Этот метод способствовал обогащению почвы благодаря тому, что бобовые консолидируют в нём азот. В зависимости от сорта кукурузы срок её взращивания мог составлять от двух месяцев до полугода. Перед сборкой початки наклоняли вниз, чтобы зёрна росли быстрее. Популярность именно этой культуры для майя объясняется наличием благоприятных погодных условий и разнообразием блюд, которые можно сделать из маиса: маисовые лепёшки, каши, напиток пиноле и другое.
Основным типом земледелия у майя было подсечно-огневое, или мильповое (от ацтекск. milpa — «кукурузное поле»). Используя данные XVI века и современные данные по этнографии, можно воссоздать процесс выращивания кукурузы у майя.

### Выращивание кукурузы
В начале майя, исходя из качества почвы, выбирали подходящий для посевов участок — соl. Предпочитали майя участки с тёмной почвой, заросшие высоким лесом. Расстояние не имело значение — даже сейчас гватемальские индейцы могут ходить до 60 км к посевам. Поисками занимались в сезон дождей. Далее земледелец делал просеку и размечал границы будущего поля. Как сообщает Ланда, супружеская пара владела как правило одним участком в 400 квадратных футов (20 в длину и 20 в ширину). Назывался он hun-uinic — «один человек». В иных испанских источниках XVI в. говорится о мере участка kaan — 72 X 72 фута, а это порядка 400 м2. Кроме того, Ланда говорит, что могли использоваться одновременно несколько участков. По углам кучки камней обозначали границы участка.
Затем проводилась расчистка местности, которую обычно проводили в сезон дождей, поскольку сырые деревья легче валить. Особо крупные деревья подрубали так, чтобы их корни высыхали и через год их уже с лёгкостью срубали. В качестве инструмента использовался каменный топор — baat. Таким образом майя одновременно занимались сельским хозяйством и добычей древесины. А уже после участок огораживали изгородью, чтобы животные не портили посевы.
Вся невостребованная древесина лежала до марта-апреля, когда начинали дуть южные ветры. Предварительно принеся в жертву Богу Ветра напитки из кукурузы и мёда, начинался процесс сожжения. Чем больше дым, тем обильнее дожди — верили майя.
В самом начале мая, незадолго до начала сезона дождей, майя начинали засевать поля. Основным инструментом земледельцев была деревянная, заострённая с одного конца палка хи, которую предварительно закаляли на огне. Иногда у острого конца было плоское расширение, что придавало палкам вид лопат.
Способов посева было два:
- (наиболее популярный) — земледелец шёл стандартным шагом и делал палкой на поле небольшие ямки (10—12 см) в шахматном порядке. В каждую из них бросалось от трех до шести зёрен кукурузы и несколько бобов, либо же семян тыквы. После этого ямки засыпали землёй. Что интересно, совмещение кукурузы и бобовых — исключительно новаторство майя в земледелии. Это было связано с тем, что корни бобовых собирают атмосферный азот, чем сильно обогащают почву[2];

- «Прыжок оленя» — сеющий шёл широким шагом, а ямки делал более удаленными друг от друга и не чередующимися.

Земледелием занимались исключительно мужчины. Сохранились также изображения майяских правителей и жрецов, совершавших культовый посев, а также божеств, занятых выжиганием или посевом.
Посевы охранялись от животных и птиц, которые могли бы их испортить. Поля постоянно расчищались от сорняков. Початки кукурузы, когда они созревали, наклоняли вниз, чтобы высыхание было быстрым, а дожди и птицы наносили меньше урона. Спустя месяц, в ноябре, начинается сбор урожая, а завершается только в марте. Стебли сохраняли на поле, а початки забирали. У обычных початков вскрывали обёртку заострённой палкой или рогом оленя, семенные же сохранялись в ней. Хранился урожай либо в амбарах, либо в подземных хранилищах — chultun, либо же просто сваливался в углу хижины.
Так как земли было много, а кукуруза росла хорошо, даже несмотря на примитивность техники, практически всегда майя получали большие урожаи, а редкие неурожайные годы покрывались запасами. Скажем, в настоящее время урожаи в Тепостлане, штат Морелос, выше на подсечно-огневых участках, чем на плужных, как минимум в 2 раза. Порой можно было получить два урожая в год.
Сеяли на участке не более 3 раз, так как почва истощалась. Затем участок оставляли на 6-10 лет, а в это время он снова зарастал лесом.
Прибавочный продукт от урожая обеспечивал возможности для социального прогресса.
Рамон, хлебное дерево, был популярен у майя не менее, чем кукуруза из-за достаточно простого ухода за ним и его высокой плодовитости. Наряду с ним выращивали тыкву, фасоль, кабачок, томаты, фрукты в качестве основных компонентов блюд; в приправу использовался перец, кориандр, ваниль; также выращивался табак.

## Роль жречества в земледелии майя
Отдельная роль в сельском хозяйстве индейцев майя принадлежала жречеству, которое весьма точно предсказывало начало и завершение основных этапов земледелия. Опираясь на астрономические расчёты, жрецы выводили нужную дату начала выжигания и сообщали её земледельцам. Ошибка в расчётах могла стать роковой, так как к началу сезона дождей выжжено должно быть всё поле. Датой выжигания принято считать 12 апреля. Именно в этот день (и также 7 сентября) в Копане солнце заходит за монумент № 10 со стороны противоположного ему монумента № 12.
Об исключительно важном значении действий жрецов в сельском хозяйстве майя рассказывает пример, приведённый чешским путешественником Норбертом Фридом в книге «Улыбающаяся Гватемала»:
«В 1950 году многие мексиканские газеты сообщали об отчаянном положении индейцев-лакандонов в труднодоступных джунглях Хатате и Чулехуице. Им грозила голодная смерть… Спасители выяснили необыкновенную причину постигшего индейцев бедствия: умер Панчо Вьехо — последний из лакандонов, кто разбирался в тайнах календаря и мог по звёздам определить сроки полевых работ. После его смерти у племени было два неурожая только потому, что лесную поляну, которую они выжигали, заливало дождём, и индейцы опаздывали с севом».